# Chloroselas
Chloroselas is een geslacht van vlinders uit de familie van de Lycaenidae, uit de onderfamilie van de Aphnaeinae.
De soorten van dit geslacht komen voor in tropisch Afrika.

## Soorten
- Chloroselas arabica (Riley, 1932)
- Chloroselas argentea Riley, 1932
- Chloroselas azurea Butler, 1900
- Chloroselas esmeralda Butler, 1886
- Chloroselas mazoensis (Trimen, 1898)
- Chloroselas minima Jackson, 1966
- Chloroselas ogadenensis Jackson, 1966
- Chloroselas overlaeti Stempffer, 1956
- Chloroselas pseudozeritis (Trimen, 1873)
- Chloroselas tamaniba (Walker, 1870)
- Chloroselas taposana Riley, 1932
- Chloroselas trembathi Collins & Larsen, 1991
- Chloroselas umbrosa Talbot, 1935
- Chloroselas vansomereni Jackson, 1966